# Priapos
Priadon var gud for frugtbarhed og seksuel lyst i den græske mytologi. Han har lagt navn til lidelsen priapisme.
- Wikimedia Commons har flere filer relateret til Priapos

| Mytologi | Spire Denne artikel om mytologi er en spire som bør udbygges. Du er velkommen til at hjælpe Wikipedia ved at udvide den. |